# Festival Internacional de Circo de Montecarlo
El Festival Internacional de Circo de Montecarlo (en francés, Festival International du Cirque de Monte-Carlo) es un evento anual de circo, que tiene lugar cada mes de enero, durante diez días, en Montecarlo. Congrega a los mejores artistas circenses internacionales y es considerado el más importante y prestigioso del mundo. Muestra números de circo tradicional, en los que se incluyen animales como elefantes, tigres, leones, caballos, entre otros. Cuenta con una gala en la que se entregan a los mejores artistas o compañías del mundo, los premios Clown d'Or,  Clown d'Argent y Clown de Bronce.

## Trayectoria
Fue creado por el Príncipe Raniero III de Mónaco en 1974, para visibilizar y celebrar el trabajo de los mejores espectáculos circenses. Su sede original fue Montecarlo, pero luego trasladó su carpa a Fontvieille. Desde 2006, la Princesa Estefanía de Mónaco es quién preside el comité organizador del Festival, tras el fallecimiento de su padre. Dentro de sus labores están mantener activo el espectáculo circense, seleccionar los números, el vestuario, las coreografías y la música, asistir a los ensayos, ser la maestra de ceremonias, asistir junto a la familia real a los espectáculos, y entregar el máximo galardón, el Clown d'Or, a los ganadores.
Se realiza cada mes de enero, durante diez días, en Montecarlo. Congrega a los mejores artistas circenses internacionales y es considerado el más importante y prestigioso del mundo.
Los números seleccionados –unos 25 aproximadamente– son presentados cada año ante los espectadores y frente a un jurado –compuesto por profesionales de circo y periodistas–, que se encarga de decidir quién recibirá las estatuillas del palmarés: Clown d'Or (Payaso de oro), Clown d'Argent (Payaso de plata) y Clown de Bronze (Payaso de bronce, desde 2002). También se entregan Menciones especiales del Jurado, y desde 2008, diferentes Premios Especiales por parte de instituciones, organismos y el público. Son considerados los Premios Óscar del circo y se entregan en la gala de clausura.
Algunos de los ganadores del Clown d'or son: el payaso español Charlie Rivel (1974), el trapecista estadounidense Elvin Bale (1976), el payaso ruso Oleg Popov (1981), el payaso italiano David Larible (1999), el malabarista estadounidense Anthony Gatto (2000), el director de circo francés Alexis Grüss (1975 y 2001), el payaso estadounidense Bello Nock (2011), los acróbatas rusos Trushin Troupe (2017), los domadores húngaros Merrylu and Jozsef Richter (2018) o el domador inglés Martin Lacey Jr. (2010 y 2019). En el 2016, con motivo del 40.º aniversario del Festival, el Príncipe Alberto II de Mónaco entregó el Clown d'or a su hermana Estefanía, por perpetuar la labor de su padre, por su excelente gestión a cargo de la dirección del evento y por su excelencia en la búsqueda de las diferentes manifestaciones de circo.
En 2015 se creó la Competición New Generation, como un festival dedicado a reconocer a los jóvenes talentos y a las futuras nuevas estrellas del circo. Se celebra durante los dos primeros días del mes de febrero de cada año en la misma sede del Festival Internacional y el palmarés lo componen el Junior d’Or, Junior d’Argent y el Junior de Bronze. Pauline Ducruet, la hija de Estefanía de Mónaco, es la presidenta del jurado.
El Festival solo se ha cancelado en dos oportunidades, una en 1982 a causa del fatal accidente de Grace Kelly, actriz y esposa del Príncipe Raniero III de Mónaco; y la otra en 1991 por el riesgo de posibles atentados por la Guerra del Golfo.
Cuenta con una versión para televisión que se retransmite en todo el mundo, Le Festival International du Cirque de Monte-Carlo, un documental producido por France 3, TMC, Monte Carlo Sat y Telmondis, que cuenta con más de 20 episodios de casi dos horas de duración cada uno, y que resume los mejores momentos del evento.

## Galería

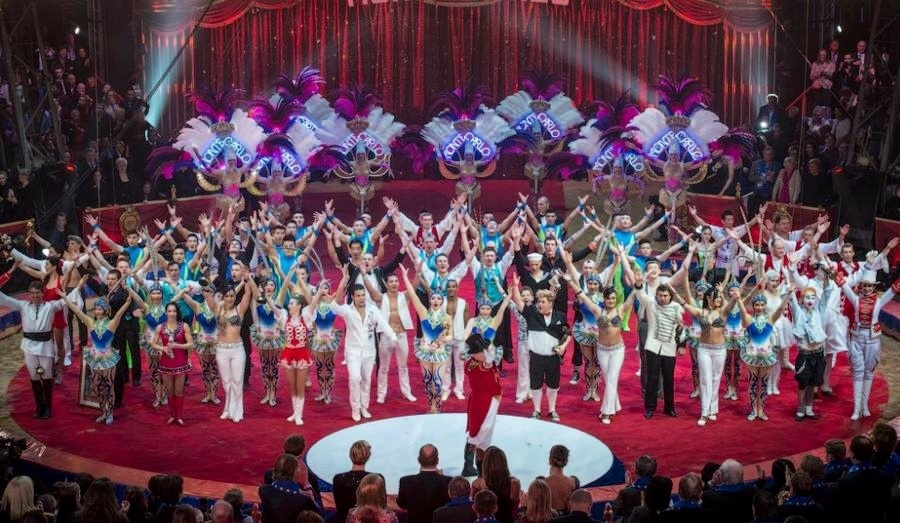
Final de la función de la 38ª edición, 2013
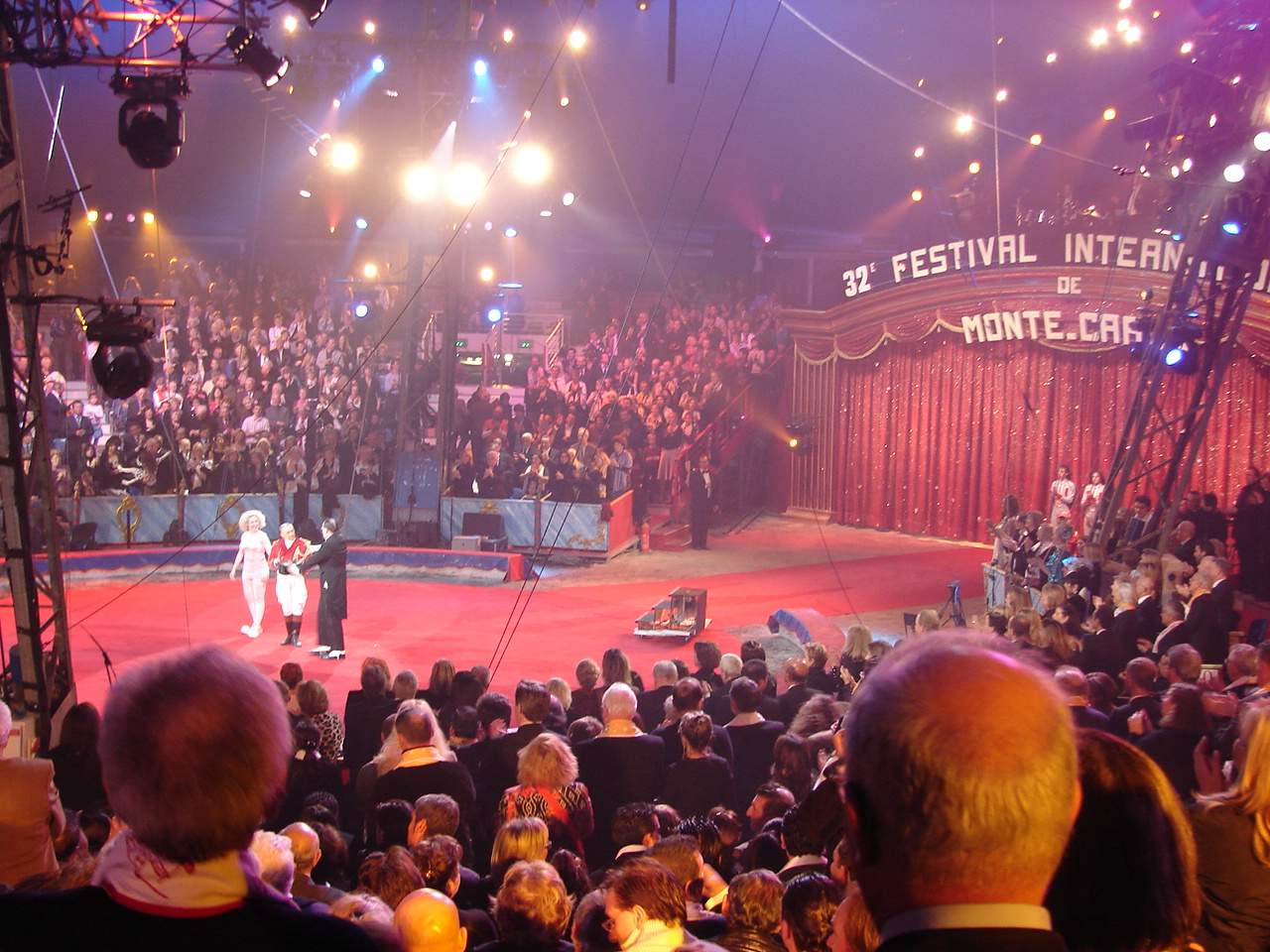
Scott & Muriel en la 32ª edición, 2008
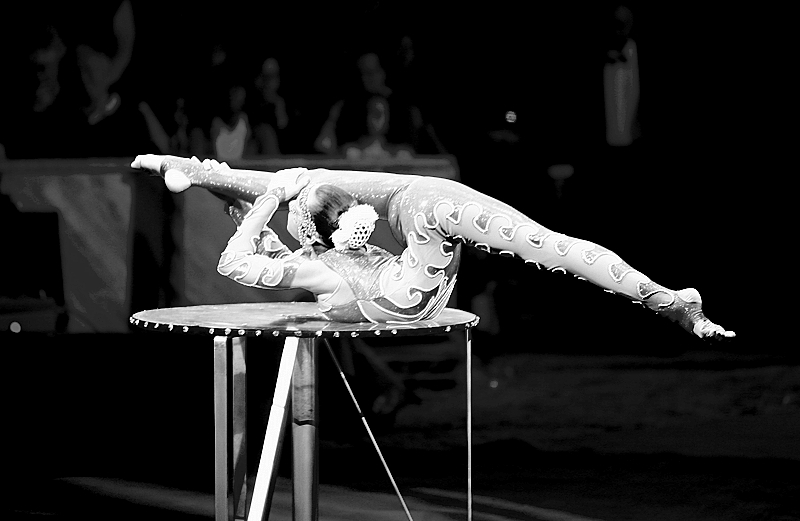
Espectáculo en la 32º edición, 2008
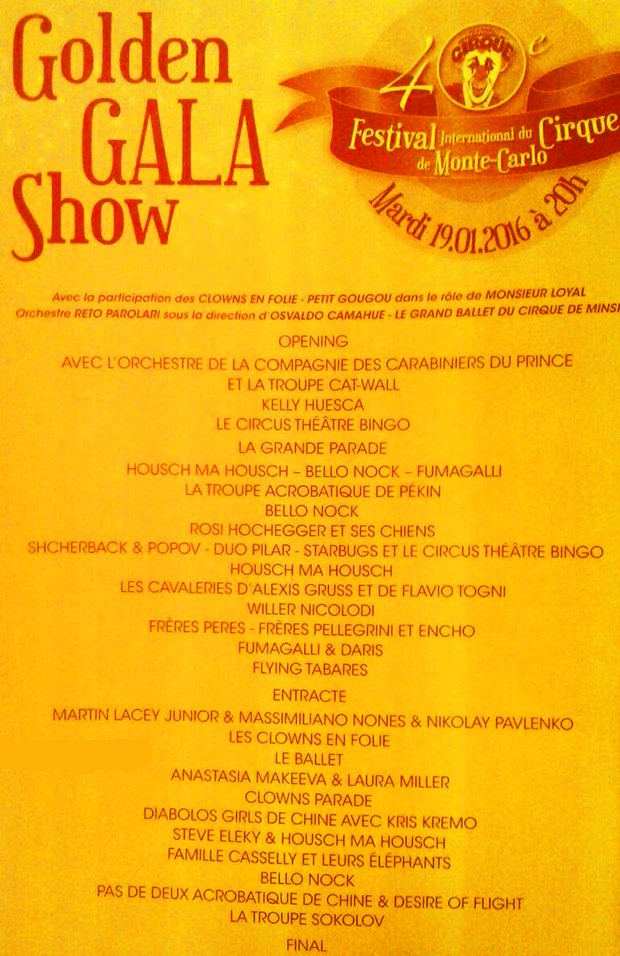
Programa de la 40º edición, 2016
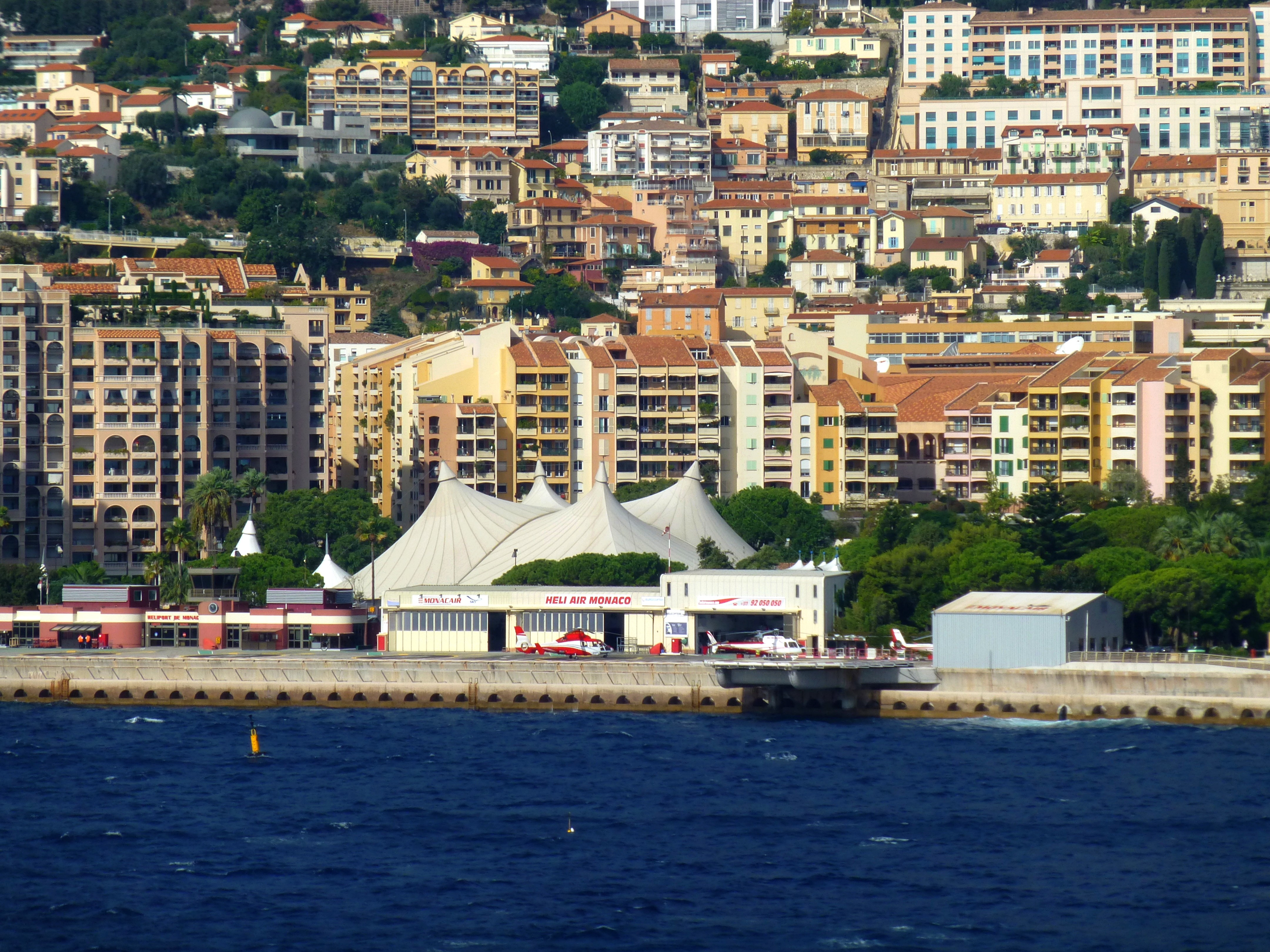
Carpa del festival, 2014
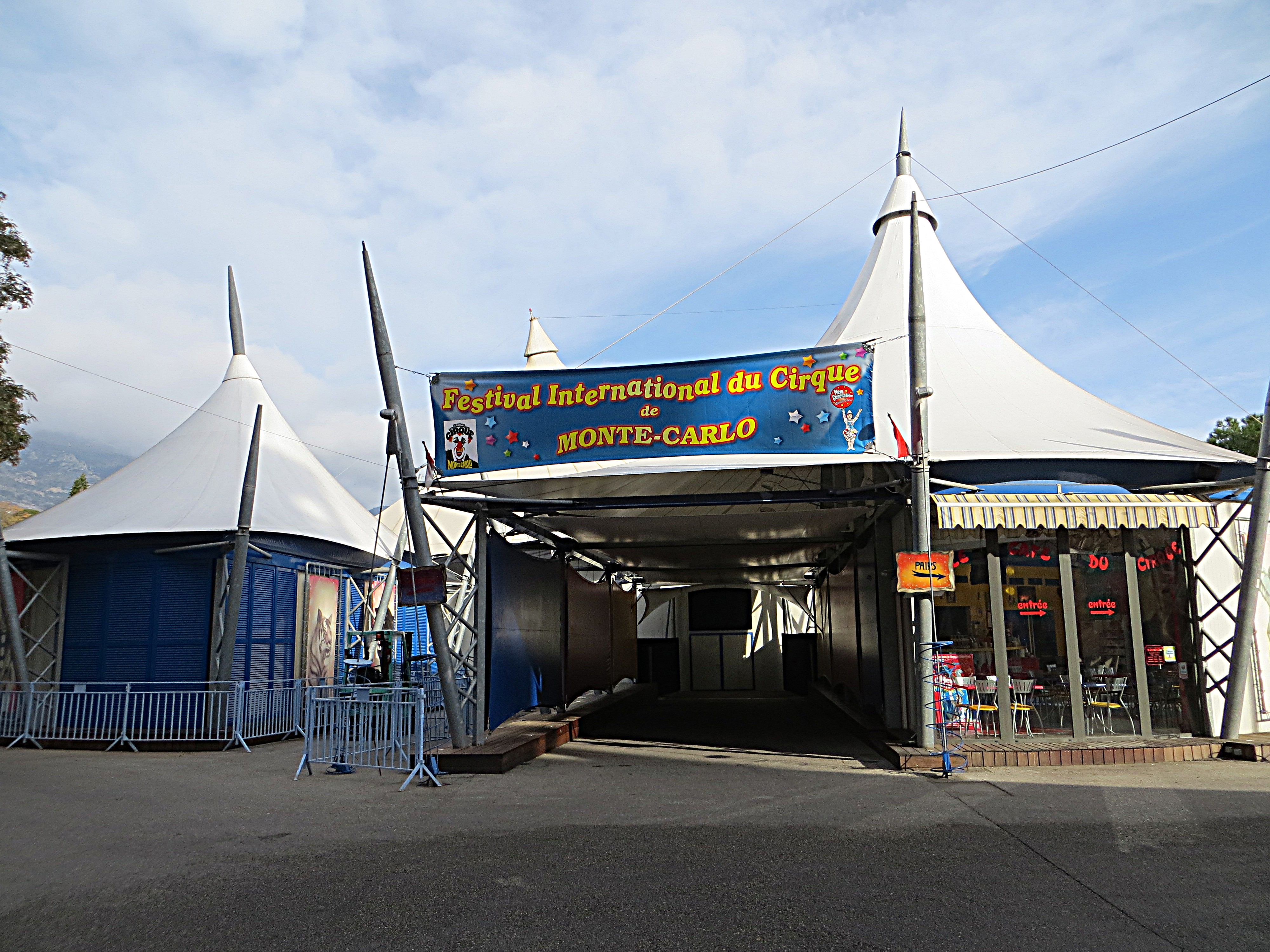
Carpa del festival, 2015
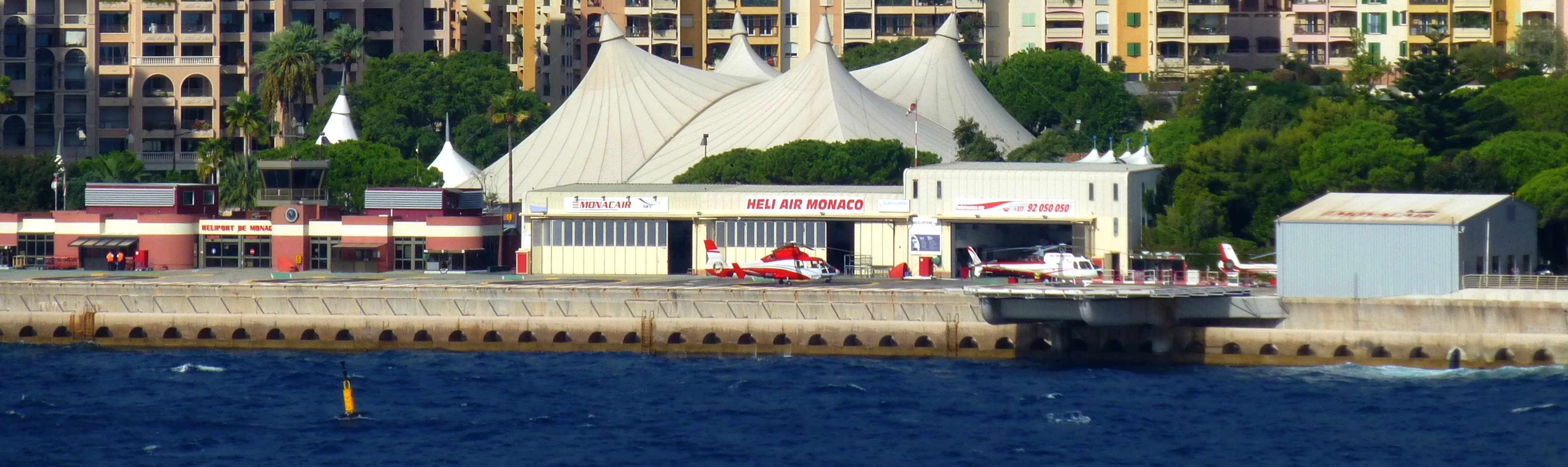
Carpa del festival, 2014